# Joachim Frank (Journalist)

Joachim Frank (2018)

Joachim Frank (* 1. Juli 1965 in Ulm) ist ein deutscher Journalist, Buchautor und Korrespondent mit den Schwerpunkten Innenpolitik, Zeitgeschehen und Religionsgemeinschaften.

## Leben und Wirken
Joachim Frank, der im westfälischen Burgsteinfurt aufwuchs und das dortige Gymnasium Arnoldinum besuchte, studierte Katholische Theologie, Philosophie und Kunstgeschichte an der Westfälischen Wilhelms-Universität Münster, der Ludwig-Maximilians-Universität München und in Rom am Pontificium Collegium Germanicum et Hungaricum de Urbe und schloss seine Studien mit dem Lizenziat ab (Lic. theol.). Seine Priesterweihe erhielt er 1992. Anschließend wirkte er mehrere Jahre im kirchlichen Dienst als römisch-katholischer Priester im Bistum Münster. 1996 legte er das Priesteramt nieder. 2005 erhielt er vom Vatikan die Dispens (Laisierung).
Nach seinem kirchlichen Dienst wechselte Frank zum Journalismus. Er volontierte zunächst beim Kölner Stadt-Anzeiger und arbeitete mehrere Jahre für die Zeitung als politischer Korrespondent zunächst in Bonn und dann in Berlin. 2001 kehrte Frank als Chefkorrespondent des Kölner-Stadt Anzeigers in die Kölner Zentrale zurück. Von 2002 bis 2009 war Frank Stellvertretender Chefredakteur des Kölner Stadt-Anzeigers und von Juni 2009 bis September 2011 Chefredakteur der Frankfurter Rundschau. Seit Oktober 2011 ist Frank Chefkorrespondent der DuMont Mediengruppe. In dieser Funktion arbeitet er für die Zeitungen der Gruppe: Kölner Stadt-Anzeiger, Berliner Zeitung und Mitteldeutsche Zeitung (Halle). Für die Frankfurter Rundschau ist er als Autor tätig. Beim Kölner Stadt-Anzeiger ist er Mitglied der Chefredaktion. Joachim Frank wird häufig als Gastkommentator und Interviewpartner im Fernsehen und in den Hörfunksendern der ARD eingeladen und ist Mitglied des Redaktionsnetzwerk Deutschland. In der Kölner Karl-Rahner-Akademie ist Frank ständiger Gast mit der von ihm konzipierten Talk-Reihe Frank&frei des Kölner Stadt-Anzeigers. Hier moderiert er aktuelle gesellschaftliche und politische Diskussionen mit Persönlichkeiten des öffentlichen Lebens.
Franks Themenschwerpunkte sind Innenpolitik, politische, gesellschaftliche und kulturelle
Grundfragen, Ethik der Medien und Kommunikation, Religionen und Weltanschauungen.
Neben eigenen Buchveröffentlichungen ist er Autor zahlreicher Aufsätze für Sammelbände und Fachzeitschriften.
Frank gehört den Auswahlgremien der Konrad-Adenauer-Stiftung sowie des Cusanuswerks/Bischöfliche Studienförderung an und ist Jurymitglied unter anderem für den Hessischen Integrationspreis und den Deutschen Schülerzeitungspreis. Frank ist seit 2015 Vorsitzender der Gesellschaft Katholischer Publizistinnen und Publizisten Deutschlands (GKP) und wurde im März 2018 für weitere drei Jahre im Amt bestätigt. Am 16. Oktober 2021 wurde Frank für eine dritte Amtszeit zum Vorsitzenden der GKP gewählt und am 16. März 2024 für eine vierte. In dieser Funktion ist er Mitglied im Zentralkomitee der deutschen Katholiken (ZdK). Am 25. November 2017 wurde Joachim Frank in den Hauptausschuss des ZdK gewählt.
Nebenamtlich doziert Joachim Frank u. a. an der TU Dortmund und am Institut zur Förderung publizistischen Nachwuchses (ifp) in München. Ferner ist er im Trägerverein des Instituts zur Förderung publizistischen Nachwuchses e. V. sowie in den Kuratorien des Vereins Donum vitae und der Stiftung der Karl-Rahner-Akademie.
Für seine umfassende Aufarbeitung der als ‚Kölner Missbrauchsskandal‘ bezeichneten Vorgänge in der dortigen katholischen Kirche wurde er 2023 mit dem Wächterpreis der deutschen Tagespresse ausgezeichnet.
Nach der Aufdeckung von queer-feindlichen Vorgängen im Erzbistum Köln, sah sich Frank mit Diffamierungen des Kardinal Woelki konfrontiert. Daraufhin äußerten zahlreiche Verbände und Gewerkschaften Kritik an Woelki, etwa der DJV oder das Zentralkomitee.
Der Chefredakteur des Kölner Stadtanzeiger verfasste den Offenen Brief „Grenzüberschreitung des Erzbistums Köln“ und katholische Verbände versicherten Frank ihre Solidarität.
Frank ist Berater beim Synodalen Weg im Synodalforum I „Macht und Gewaltenteilung in der Kirche“.
Am Reformationsfest 2022 hielt Frank in der Evangelischen Kirchengemeinde Burgsteinfurt in der Großen Kirche eine Gastpredigt.
Joachim Frank lebt in Köln.

## Auszeichnungen
- 2012 1. Preis im Wettbewerb um den DuMont Journalistenpreis
- 2014 mit Peter Berger Wächterpreis für eine Recherche zur Haltung der katholischen Kliniken in Bezug auf die Vergabe der Pille danach.
- 2014 Nominierung für den Henri-Nannen-Preis.
- 2014 Deutscher Lokaljournalistenpreis der Konrad-Adenauer-Stiftung
- 2017 Wächterpreis (mit den Redaktionen von Kölner Stadt-Anzeiger, Kölnische Rundschau und Express) für die Kölner Botschaft im Zusammenhang mit der Kölner Silvesternacht 2015
- 2017 3. Preis (mit Tim Stinnauer, stellvertretend für die Redaktion des Kölner Stadtanzeigers) Ralf-Dahrendorf Preis für ausgezeichneten Lokaljournalismus für die Kölner Botschaft im Zusammenhang mit der Kölner Silvesternacht 2015[13]
- 2017 2. Preis beim Deutschen Lokaljournalistenpreis der Konrad-Adenauer-Stiftung für die Kölner Botschaft im Zusammenhang mit der Kölner Silvesternacht 2015[14]
- 2017 wurde er zum Mercator Science-Policy Fellow an der Goethe-Universität Frankfurt am Main des Jahrgangs 2017/18 berufen.[15]
- 2019: Deutscher Preis für Denkmalschutz – Journalistenpreis als Co-Autor für die Kolumnenserie im Kölner Stadt-Anzeiger Auf den Punkt der ehemaligen Kölner Dombaumeisterin Barbara Schock-Werner[16][17]
- 2021: Journalist des Jahres der Fachzeitschrift Medium Magazin in der Kategorie Reportage regional für seine Recherchen über sexualisierte Gewalt im Erzbistum Köln[18][19][20]
- 2023: Stern-Preis 2023 in der Kategorie „Lokal“ für Recherchen zum Missbrauchsskandal im Erzbistum Köln/Kardinal Woelki im Kölner Stadt-Anzeiger[21][22]
- 2023: Erster Preis Wächterpreis der deutschen Tagespresse für die umfassende Aufarbeitung der als ‚Kölner Missbrauchsskandal‘ bezeichneten Vorgänge in der dortigen katholischen Kirche[23]

## Publikationen
- Wie kurieren wir die Kirche? Katholisch sein im 21. Jahrhundert, mit einem Vorwort des Herausgebers Alfred Neven DuMont und mit Beiträgen und Interviews u. a. mit Margot Käßmann, Navid Kermani, Heribert Prantl und Annette Schavan. DuMont, Köln 2015, 2. Auflage, ISBN 978-3-8321-6302-0. Rezension
- mit Alois Glück: Anpacken statt aussteigen. Der Auftrag der Christen in unserer Welt. Herder, Freiburg im Breisgau 2015, ISBN 978-3-451-33388-0.
- mit Barbara Schock-Werner: Köln auf den Punkt. Mit einem Vorwort von Gerhard Richter. DuMont, Köln 2015, ISBN 978-3-8321-9793-3.
- mit Barbara Schock-Werner: Dom-Geschichten. Mit der Dombaumeisterin a. D. durch die Kölner Kathedrale. DuMont, Köln 2020, ISBN 978-3-8321-6522-2.
- mit Vincent Moissonnier: Der Käse kommt vor dem Dessert. Goldene Regeln für den Restaurantbesuch – von Dresscode bis Trinkgeld. DuMont, Köln 2023, ISBN 978-3-8321-6088-3.